# Jacek Duda
Jacek Duda (Varsavia, 3 luglio 1963) è un ex cestista polacco.

## Carriera
Con la Polonia ha disputato i Campionati europei del 1991.

## Palmarès
- Campionato tedesco: 1

Bayreuth: 1988-89
- Coppa di Germania: 1

Bayreuth: 1989
- Final Four NCAA: 1

Providence Friars: 1987